# Wadi Qelt

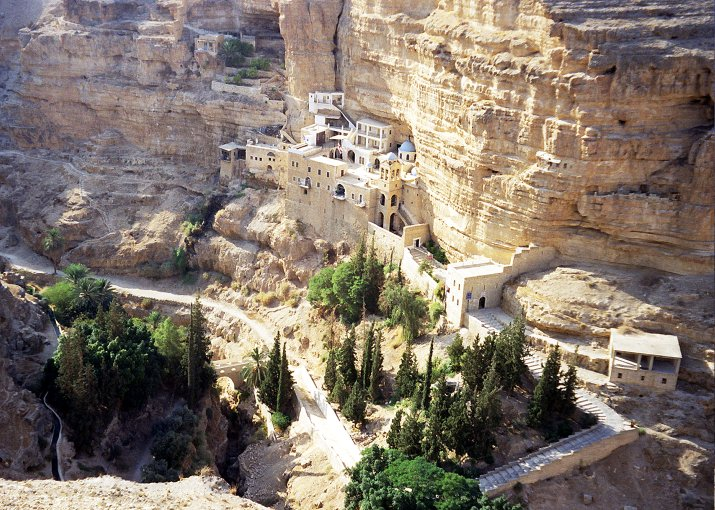
Het Sint Jorisklooster in de Wadi Qelt

De Wadi Qelt is een vallei in de woestijn van Judea op de Westelijke Jordaanoever. Deze loopt van Jeruzalem tot Jericho. Het gebied wordt door drie bronnen van water voorzien.
In de vallei zijn een aantal bezienswaardigheden te vinden, zoals het Sint Jorisklooster uit 6e eeuw dat hoog tegen de rotsen aan is gebouwd en de ruïnes van de Shalom Al Yisrael Synagoge, een van de oudste synagoges ter wereld. Verder zijn er oude irrigatiekanalen en kleine aquaducten te vinden. Het oudste aquaduct stamt uit de 2e eeuw v.Chr. toen het gebied in handen was van de Hasmoneeën.
De Wadi Qelt wordt genoemd in het boek Jeremia (hoofdstuk 13) van het Oude Testament maar dan onder de naam Perath.

## Fauna
Het gebied is aangewezen als Important Bird Area door BirdLife International vanwege het belang voor een significante populatie van de oehoe, vale gier, havikarend en  kleine torenvalk. Daarnaast migreren kieviten, ooievaars en wespendieven via het gebied. In het gebied zelf leven verder nog huismus, Spaanse mus, merel, waaierstaartraaf, zwaluwen, tortels, smyrna-ijsvogel, bijeneter, koereiger, Tristrams spreeuw en de Palestijnse honingzuiger. Ook worden Kaapse klipdassen, gazellen en wolven waargenomen in dit gebied.

## Galerij

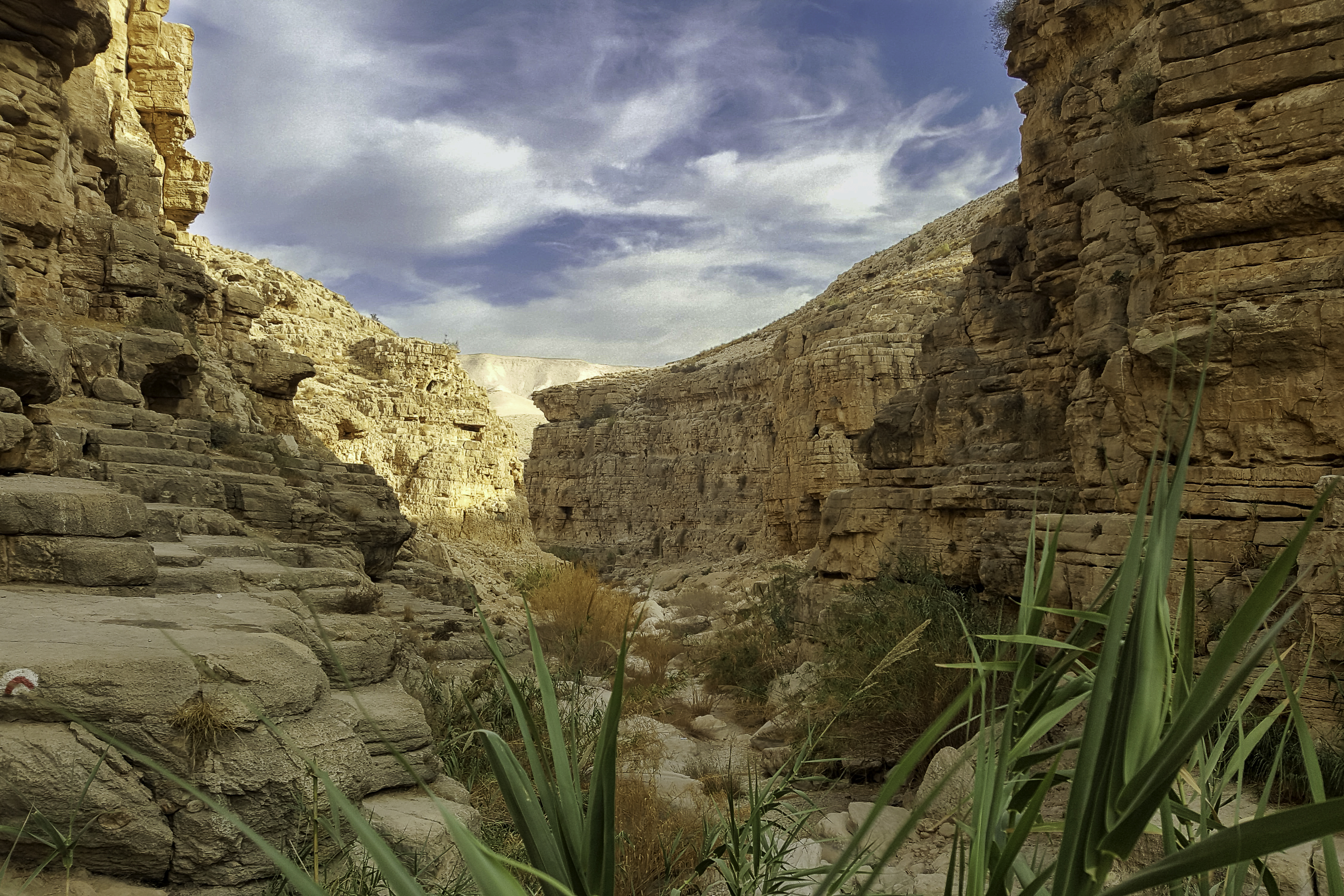
Wadi Qelt
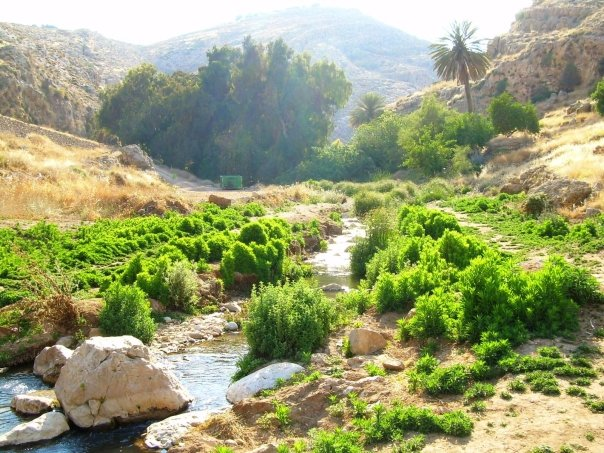
Stroompje Nahal Prat
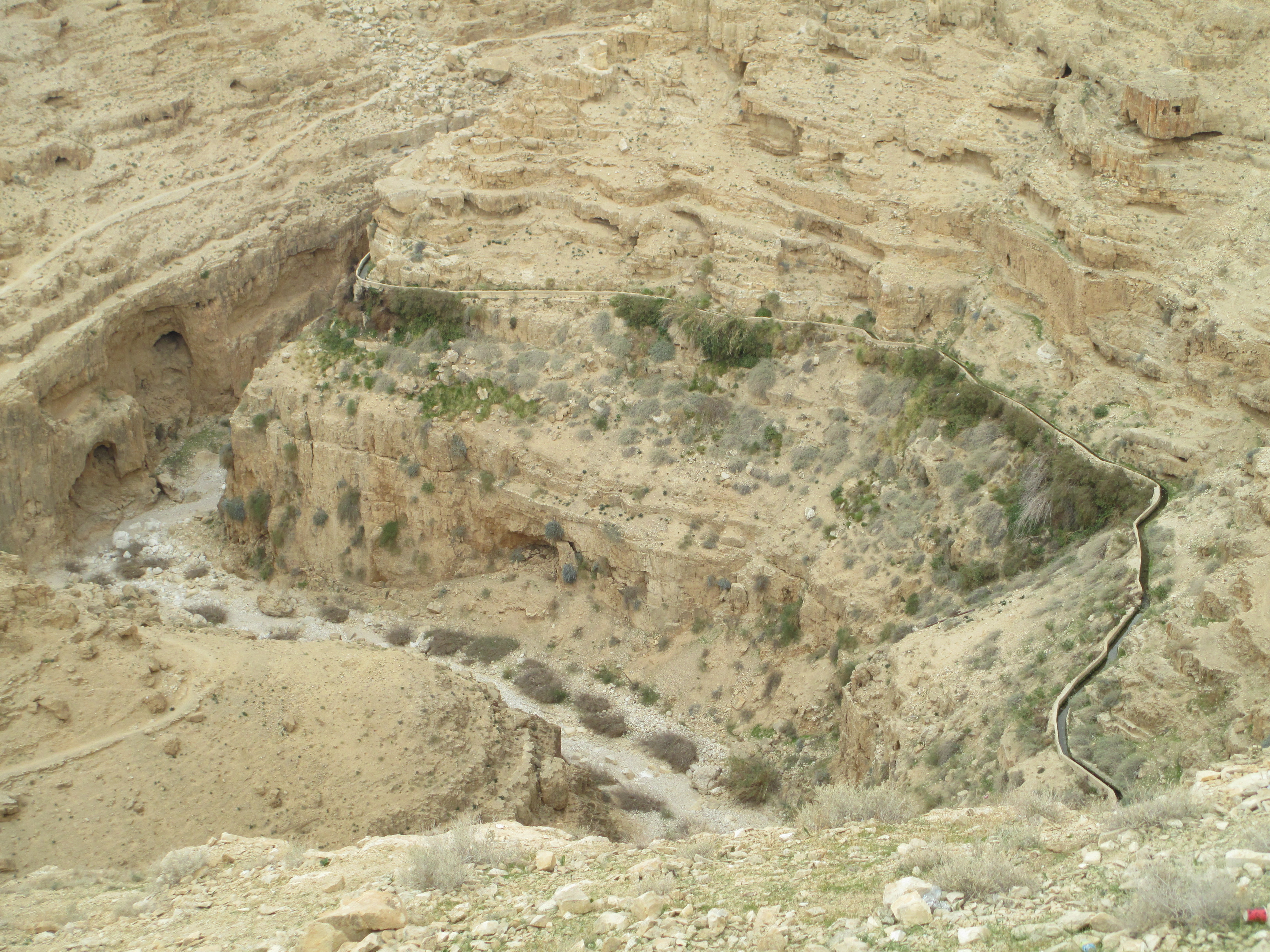
Aquaduct langs de wadi
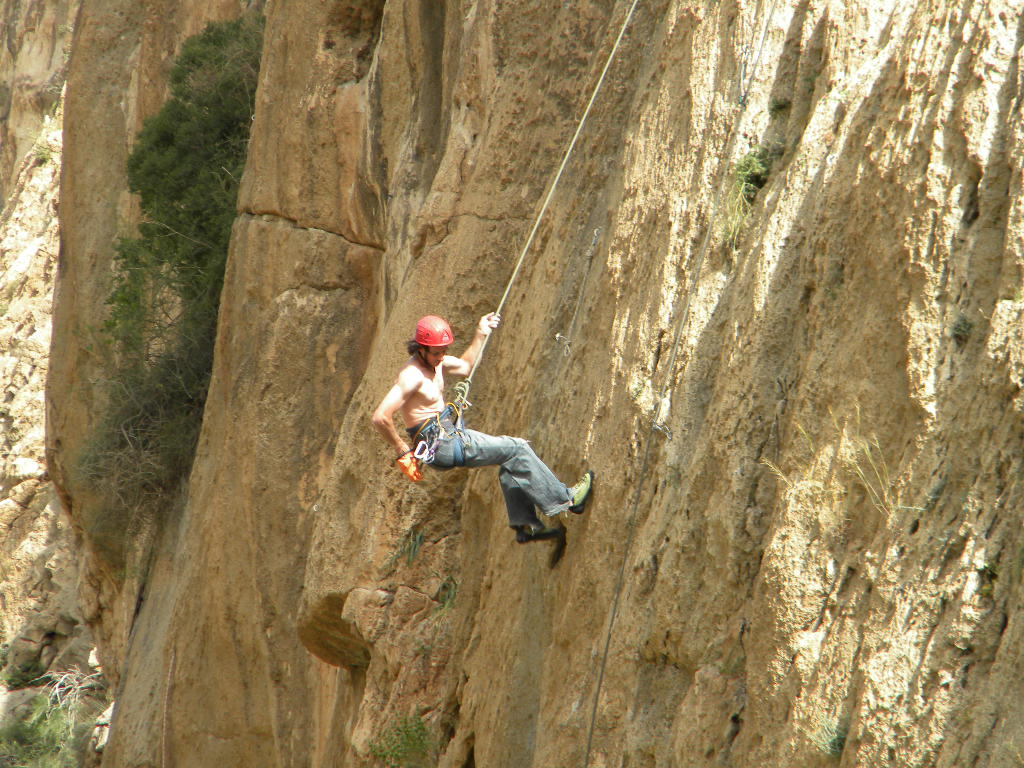
Abseiler in de wadi